# بخش نمکل
بخش نمکل (به انگلیسی: Namakkal district) یک بخش در هند است که در تامیل نادو واقع شده‌است. بخش نمکل ۱٬۷۲۶٬۶۰۱ نفر جمعیت دارد.